# Bosch: Legacy
Production
Diffusion
Chronologie
Harry Bosch Ballard
Bosch: Legacy est une série télévisée policière américaine créée par Michael Connelly, développée pour Amazon par Tom Bernardo, Michael Connelly et Eric Overmyer, et diffusée en ligne du 6 mai 2022 au 17 avril 2025 sur Prime Video. Il s'agit d'une série dérivée de Harry Bosch, mettant en scène le personnage de Harry Bosch.
Une autre série spin-off, Ballard, centrée sur Renée Ballard, est diffusée en 2025.

## Synopsis
L'ancien inspecteur du Los Angeles Police Department Harry Bosch s'est reconverti en détective privé. Il coopère occasionnellement avec l'avocate Honey « Money » Chandler, après avoir souvent été son “adversaire” par le passé. Sa fille Maddie fait partie des nouvelles recrues de la police de la Cité des anges. Harry est aidé par Maurice « Mo » Bassi, un spécialiste des nouvelles technologies.
Saison 1
Adaptée des romans Sur un mauvais adieu et Incendie nocturne
Harry Bosch est engagé par un milliardaire mourant, Whitney Vance, qui recherche ses héritiers. L'ancien policier aide également Honey Chandler à prouver que Jeffrey Herstadt, un déséquilibré, n'est pas le véritable assassin d'un médecin des services sociaux très apprécié. De son côté, Maddie Bosch découvre le métier de policière sur le terrain. Elle est notamment très marquée par une affaire de viol et se lie avec la victime, Preeda Saetang. De son côté, Honey Chandler tente de se reconstruire après sa tentative de meurtre commanditée par l'homme d'affaires Carl Rogers, qui n'est désormais plus poursuivi par la justice. Honey et Harry tentent de le faire tomber et de prouver ses liens avec la mafia russe.
Saison 2
Adaptée des romans Jusqu'à l'impensable et Sur un mauvais adieu
Après l'enlèvement de Maddie Bosch, Bosch et Honey « Money » Chandler collaborent pour attraper un tueur, tout en esquivant les soupçons du FBI pour le meurtre de Carl Rogers. Après son enlèvement, Maddie peine à trouver sa place dans son travail.
Saison 3
Adaptée des romans L'Étoile du désert et La Glace noire
Honey « Money » Chandler fait campagne pour devenir procureure de Los Angeles, tandis que Bosch s'efforce de résoudre la disparition d'une famille entière et gère l'enquête sur lui-même pour le meurtre du ravisseur de Maddie, Kurt Dockweiler. Plus tard, alors que Chandler est devenue procureur, Bosch continue d'enquêter sur la disparition de la famille tout en coordonnant avec Chandler pour résoudre le meurtre d'un policier enquêtant sur une affaire de drogue. De son côté, Chandler, désormais procureure, doit faire face à de puissants opposants politiques. De son côté, Maddie enquête, avec sa partenaire Reina Vasquez, sur un groupe de braqueurs opérant dans les beaux quartiers.

## Distribution

### Acteurs principaux
- Titus Welliver (VF : Éric Herson-Macarel) : Hieronymus « Harry » Bosch
- Mimi Rogers (VF : Micky Sébastian) : Honey « Money » Chandler
- Madison Lintz (VF : Camille Timmerman) : Madeline « Maddie » Bosch
- Stephen A. Chang (VF : Damien Ferrette) : Maurice « Mo » Bassi
- Denise G. Sanchez (VF : Pascale Mompez) : l'officier Reyna Vasquez (saisons 2-3, récurrente saison 1)
- Paul Calderón (VF : Guillaume Orsat) : l'inspecteur Santiago « Jimmy » Robertson (saison 3)

### Acteurs récurrents
- Anthony Gonzales (VF : Léo Faure) : l'officier Rico Perez
- Will Chase (saison 1) (VF : Fabien Jacquelin) puis David Denman (saisons 2-3) (VF : Gilduin Tissier) : Kurt Dockweiler
- Danielle Larracuente (VF : Sarah Cotten) : l'officier Paulina Calderon
- David Moses (VF : Pierre Margot) : le professeur Martin « Marty » Rose
- Alex Loynaz (VF : Marc Maurille) : Matthew Ramirez
- Jim Holmes (VF : Hervé Caffin) : Emmett Archer
- Len Cordova (VF : Geoffroy Guerrier) : Dr Miguel Estevez
- Raff Anoushian (VF : Luc Boulad) : Leo Aslan
- Lakin Valdez : Raul Arraya
- Bruce Davison (VF : Thierry Ragueneau) : James Rafferty
- Jason Dirden (VF : Denis Laustriat) : l'inspecteur Morrison
- Jessica Camacho (VF : Clotilde Morgiève) : Jade Quinn
- Cora Welliver : Sam
- Stephanie Erb : Amanda Scones
- James Read (VF : Edgar Givry) : le capitaine Rick Seals
- James Corbett : le juge Ronald Baker
- Guy Garner (VF : Jean-Philippe Desrousseaux) : le juge Simon Newland

#### Introduits dans la saison 1
- Michael Rose (VF : Philippe Vincent) : Carl Rogers
- Don Luce : Willy Datz
- Sam Valentine (VF : Éline Gallard) : Jasmine
- Paul Hipp : Glenn Kading
- Phil Morris (VF : Jean-Paul Pitolin) : John Creighton
- William Devane (VF : Frédéric Cerdal) : Whitney Vance
- Steven Flynn (VF : Bernard Bollet) : David Sloan
- Terri Hoyos (en) (VF : Colette Venhard) : Olivia MacDonald
- Alma Martinez (en) (VF : Catherine Lafond) : Gabriela Lida
- Roxana Brusso (VF : Laurence Crouzet) : Vibiana Veracruz
- Liam James Ramos : Gilberto Veracruz
- Mark Rolston (VF : Bertrand Dingé) : le lieutenant Don Thorne
- Kate Burton (VF : Monique Nevers) : Ida Porter
- Andrew Korba (VF : Arnaud Bedouët) : Philip Corwin
- Tom Costello : le lieutenant Cosgrove
- Konstantin Melikhov (VF : Sylvain Agaësse) : Alex Ivanovich
- Bogdan Yasinski (VF : Baptiste Caillaud) : Lev Ivanovich
- Marcus Giamatti (VF : Arnaud Laurent) : Simon Wakefield
- Mike Ostroski : Russ Pensak
- Joe Adler (VF : Arnaud Laurent) : Jeffery Herstadt
- Hugo Armstrong (VF : Fabien Jacquelin) : l'inspecteur Gustafson
- Carlos Arrellano (VF : Jérôme Wiggins) : l'inspecteur Poydras
- Reuben Lee : James Sharp

#### Introduits dans la saison 2
- Rafael Cabrera (VF : Joseph Laurent) : Vince Harrick
- Kim Pettiford (VF : Céline Legendre-Herda) : Alexandra « Lexi » Parks
- Patrick Brennan (en) (VF : Jérémy Prévost) : David Foster
- Terryn Westbrook (en) : Louise Foster
- Anthony Michael Hall (VF : Michel Dodane) : l'agent spécial Will Barron
- Max Martini (VF : Raphaël Anciaux) : l'inspecteur Don Ellis
- Guy Wilson (VF : Aurélien Raynal) : l'inspecteur Kevin Long
- Jakki Jandrell et Julie Burrise : Ashley et Annie Bobsey
- Heng Theng et Thom Tran  (VF : Sébastien Baulain) : Peter et Paul Nguyen
- Alex Castillo et Angelo Pagan : les inspecteurs Gene Santana et Alton Duran
- Jolene Kay (VF : Olivia Luccioni) : l'agent Sylvia James
- Vincent Laresca (VF : Michel Lerousseau) : l'agent Lucas Jones
- Ty Trumbo : James Allen
- Patrick Day (VF : Vincent Ropion) : George Schubert
- Eddie Yu (VF : Fabrice Trojani) : Brad Landreth

#### Introduits dans la saison 3
- Maggie Q (VF : Yumi Fujimori) : l'inspectrice Renée Ballard
- Miles Gaston Villanueva (VF : Marc Arnaud) : l'inspecteur Perry Lopez
- Aisha Kabia (VF : Mélissa Berard) : Michelle Carter
- Daya Vaidya (VF : Ingrid Donnadieu) : Jen Kowski
- Eddie Steeples : Curtis Dignan
- Sophina Brown (VF : Sandrine Moaligou) : la cheffe Hughes
- Jesse Gallegos (VF : Baptiste Mège) : Nestor Gomez
- Tommy Martinez (VF : Nicolas Duquenoy) : Albert Torres
- Andrea Cortes (VF : Laetitia Coryn) : Victoria Hernandez
- Ricco Ross (VF : Nicolas Justamon) : Jon
- Orla Brady (VF : Caroline Maillard) : Siobhan Murphy
- Dale Dickey (VF : Cathy Cerdà) : Sheila Walsh
- Michael Reilly Burke (VF : Éric Aubrahn) : Finbar McShane
- Julio Cesar Cedillo : Beto Orestes
- Matthew Downs : Stephen Gallagher
- Christine Renaud : Kathleen Gallagher
- Sophia Kopera : Kerry Gallagher
- Ian Casselberry : Bing Crider
- Jackie Kay : Chris
- Jeremy Glazer (en) : Patrick Currey
- Esteban Carmona : Diego Perra
- Philip Anthony-Rodriguez (en) : L. Roman Stallworth
- Tim DeKay (VF : Franck Capillery) : Corvus Pike
- Victoria Platt (en) : Raquel Bowers
- Zilah Mendoza : Mari Torres
- Manuel Uriza : Humberto Zorillo
- Chris Bauer (VF : Michel Mella) : le shérif adjoint Jack Garrity
- Ruben Rabasa (en) : M. Vasquez
- Gonzalo Menendez (VF : Pierre-François Pistorio) : Ken Gurbizs
- Alejandra Flores : Maria Hernandez
- Carlos Alvarado : Esteban Hernandez
- Owain Yeoman : Jimmy McKee

### Invités deHarry Bosch
- Gregory Scott Cummins (en) (VF : Jérôme Rebbot) : Moore, surnommé Laurel (Crate en VO)
- Troy Evans (VF : Christian Peythieu) : Johnson, surnommé Hardy (Barrel en VO)
- Jamie Hector (VF : Jean-Baptiste Anoumon) : Jerry Edgar
- Scott Klace (en) (VF : Pascal Casanova) : le sergent John « Mank » Mankiewicz
- Cynthia McWilliams (en) (VF : Alice Taurand) : l'inspectrice Joan Bennett
- DaJuan Johnson (VF : Diouc Koma) : l'inspecteur Rondell Pierce
- Jacqueline Obradors (VF : Claire Guyot) : l'inspectrice Christina Vega
- Alan Rosenberg (en) (VF : Jean-Baptiste Marcenac) : le docteur William Golliher
- Jacqueline Piñol (VF : Elsa Davoine) : l'inspectrice Julie Espinoza
- David Marciano (VF : Philippe Catoire) : l'inspecteur Brad Coniff
- Eric Ladin (VF : Romain Lemire) : Scott Anderson (saison 2)
- Deji LaRay (en) (VF : Jean-Michel Vaubien) : le sergent Julius Edgewood
- Lance Reddick (VF : Thierry Desroses) : le chef de la police Irvin Irving (saison 2)
- Chris Browning (en) (VF : Jérôme Pauwels) : Preston Borders
- Jamie McShane (VF : Yann Guillemot) : Francis « Frank » Sheehan (saison 3)
- Juliet Landau (VF : Nathalie Bienaimé) : Rita Tedesco (saison 3)
- Verona Blue (VF : Camille Gondard) : Shaz
- Celestino Cornielle (VF : Alex Fondja) : l'agent Charlie Hovan

 Source et légende : version française (VF) sur RS Doublage et DSD-Doublage.

## Production

### Développement
Il s'agit d'une série dérivée de la série Bosch dont les sept saisons formées de 68 épisodes ont été diffusées sur Prime Video de 2014 à 2021. L'acteur Titus Welliver compare cette nouvelle série à une 8e saison de Harry Bosch, même si Harry n'est plus policier et les personnages principaux ne sont plus que Harry, Maddie et Honey Chandler,.
La série met en scène le personnage de Harry Bosch créé par l'écrivain Michael Connelly. La saison 1 s'inspire notamment des romans Sur un mauvais adieu (2016) et Incendie nocturne (2020).
Son renouvellement pour une deuxième saison a été annoncé dès le 2 mai 2022, avant même la diffusion de la saison initiale. Elle s'inspire du roman Jusqu'à l'impensable (2015). Elle est diffusée à partir d'octobre 2023.
En mai 2023, une troisième et dernière saison est confirmée,. Elle est diffusée en 2025.

### Version française
Dans la série Harry Bosch, l'acteur principal Titus Welliver est doublé en français par Jean-Louis Faure. Ce dernier décède en mars 2022, Éric Herson-Macarel lui succède pour Bosch: Legacy.

### Tournage
La série est tournée à Los Angeles, en Californie, aux États-Unis.

### Fiche technique
- Titre original et français : Bosch: Legacy
- Création : Michael Connelly
- Réalisation : Patrick Cady, Alex Zakrzewski, Hagar Ben-Asher, Adam Davidson, Ernest R. Dickerson, Zetna Fuentes, Sharat Raju, Kate Woods
- Scénario : Tom Bernardo, Michael Connelly, Eric Overmyer, Chris Wu, Osokwe Tychicus Vasquez, Naomi Iizuka, Barbara Curry, Benjamin Pitts et Titus Welliver
- Direction artistique : Jason Zev Cohen
- Décors : Chester Kaczenski
- Costumes : Jill M. Ohanneson
- Photographie : Rodney Taylor, Todd A. Dos Reis et Jason Andrew
- Montage : Steven Cohen, Jennifer Hatton, Gerald Valdez et Rafael Nur
- Musique : Jeff Russo
- Casting : Victoria Thomas
- Production : Barbara Curry, Naomi Iizuka, Theresa Snider, Trey Batchelor, Jamie D. Boscardin, Mark Douglas, Osokwe Tychicus Vasquez
- Production exécutive : Henrik Bastin, Tom Bernardo, Pieter Jan Brugge, Michael Connelly, Zetna Fuentes, Eric Ellis Overmyer, Titus Welliver
- Sociétés de production : Amazon Studios et Fabel Entertainment
- Sociétés de distribution : Prime Video et Amazon Studios
- Pays de production :  États-Unis
- Langue originale : anglais
- Format : couleur - 35 mm - 1,78:1 - son stéréo
- Genre : drame et policier

 Sauf indication contraire, les informations mentionnées dans cette section peuvent être confirmées par la base de données cinématographiques IMDb,  présente dans la section « Liens externes ».

## Épisodes

### Première saison (2022)
1. Paix et rédemption (Chapter One: 'The Wrong Side of Goodbye)
2. Dominick (Chapter Two: Pumped)
3. Branche royale (Chapter Three: Message in a bottle)
4. Yojimbo (Chapter Four: Horseshoes and Hand Grenades)
5. Plano (Chapter Five: Plan B)
6. Le monde se porte mieux (Chapter Six: Chain of Authenticity)
7. Une vieille photo (Chapter Seven: One of Your Own)
8. Liens du sang (Chapter Eight: Bloodline)
9. Luchador (Chapter Nine: Cat Got a Name ?)
10. À chaque fois (Chapter Ten: Allways/All Ways)

### Deuxième saison (2023)
Elle a été mise en ligne du 20 octobre au 9 novembre 2023.
1. Pour l'instant (The Lady Vanishes)
2. Zzyzx
3. Infiltré (Inside Man)
4. Musso & Frank
5. Hollywood Forever
6. Dos Matadores
7. Il me manque Vin Scully (I Miss Vin Scully)
8. Soixante-quatorze degrés au Belize (Seventy-Four Degrees in Belize)
9. Affaire classée (Escape Plan)
10. Uno (A Step Ahead)

### Troisième saison (2025)
Elle est mise en ligne à partir du 28 mars 2025. Elle s'inspire du roman L'Étoile du désert (Desert Star). Ce sera la dernière saison.
1. Advienne que pourra (The Lady Vanishes)
2. Boscher Bosch (Bosching Bosch)
3. La couverture (Blankie)
4. Mauvais présage (Whippoorwills)
5. Foutue politique (F***ing Politics)
6. Hors service (Broken Order)
7. De l'autre côté (Welcome to the Other Side)
8. La Zona Rosa
9. Bienvenue au Mexique (Badlands)
10. Toujours creuser (Dig Down)

## Accueil
La saison 1 reçoit des critiques globalement positives. Sur l’agrégateur de critiques Rotten Tomatoes, elle obtient 100 % d'avis favorables pour 17 critiques et une note moyenne de 7,4⁄10. Le consensus suivant résume les critiques compilées par le site : « Le détective le plus grincheux de la télévision maintient son héritage bien vivant dans un redémarrage qui reprend là où la série originale s'est arrêtée tout en peaufinant agréablement la formule ». Sur Metacritic, qui utilise une moyenne pondérée, le film obtient une note de 76⁄100 pour 5 critiques.